# Trenčianske Stankovce
Trenčianske Stankovce (em húngaro: Trencsénsztankóc) é um município da Eslováquia, situado no distrito de Trenčín, na região de Trenčín. Tem 24,5 km² de área e sua população em 2018 foi estimada em 3.333 habitantes.

## Demografia
| Ano:        | 1994 | 2004    | 2014   | 2024   |
| ----------- | ---- | ------- | ------ | ------ |
| Broj ljudi: | 2676 | 2998    | 3155   | 3404   |
| Razlika:    |      | +12,03% | +5,23% | +7,89% |

| Ano:               | 2023 | 2024   |
| ------------------ | ---- | ------ |
| Número de pessoas: | 3435 | 3404   |
| Diferença:         |      | -0,90% |